# Tour Down Under 2010
| Erster           | André Greipel      | 18:47:05 h   |
| Zweiter          | Luis León Sánchez  | + 0:11 min   |
| Dritter          | Greg Henderson     | + 0:15 min   |
| Vierter          | Robbie McEwen      | + 0:17 min   |
| Fünfter          | Luke Roberts       | gleiche Zeit |
| Sechster         | Cadel Evans        | + 0:21 min   |
| Siebter          | Eduard Worganow    | + 0:25 min   |
| Achter           | Jürgen Roelandts   | + 0:26 min   |
| Neunter          | Robert Hunter      | gleiche Zeit |
| Zehnter          | Markus Fothen      | + 0:27 min   |
| Punktewertung    | André Greipel      | 24 P.        |
| Zweiter          | Greg Henderson     | 18 P.        |
| Dritter          | Robbie McEwen      | 12 P.        |
| Bergwertung      | Thomas Rohregger   | 62 P.        |
| Zweiter          | Waleri Dmitrijew   | 36 P.        |
| Dritter          | David Kemp         | 28 P.        |
| Nachwuchswertung | Jürgen Roelandts   | 18:47:31 h   |
| Zweiter          | Wesley Sulzberger  | + 0:13 min   |
| Dritter          | José Joaquín Rojas | + 0:20 min   |
| Teamwertung      | ag2r La Mondiale   | 56:22:45 h   |
| Zweiter          | Caisse d’Epargne   | + 0:02 min   |
| Dritter          | Garmin-Transitions | + 0:29 min   |

Die 12. Tour Down Under fand vom 19. bis 24. Januar 2010 statt. Das Straßenradrennen wurde in sechs Etappen über eine Distanz von 794,5 Kilometern ausgetragen. Das Etappenrennen war das erste Rennen im UCI World Calendar 2010 und gehörte zur UCI ProTour.
Am 17. Januar 2010 wurde die Tour mit dem Kriterium Cancer Council Classic eröffnet.

## Ausgangslage

### Teilnehmerfeld
| ProTeams Quick Step Omega Pharma-Lotto Team Saxo Bank Team Milram ag2r La Mondiale Française des Jeux Liquigas-Doimo Team Astana Rabobank Katjuscha Caisse d’Epargne Euskaltel-Euskadi Footon-Servetto Sky Professional Cycling Team Team HTC-Columbia Garmin-Transitions Team RadioShack Sonstige Teams UniSA BMC Racing Team |

Zu den 19 teilnehmenden Teams gehörten die automatisch eingeladenen ProTeams. Zum ersten Mal bei der Tour Down Under erhielt mit dem BMC Racing Team auch ein Professional Continental Team eine Wildcard. Wie auch in den Vorjahren startete eine Auswahl australischer UCI-Continental-Circuits-Fahrer (UniSA). Jedes Team bestand aus sieben Fahrern.
Die Tour Down Under war das erste Rennen für die neu formierten Teams RadioShack und Sky Professional Cycling.

### Favoriten
Neben dem Titelverteidiger Allan Davis (Team Astana) standen folgende Sprinter am Start: der Sieger 2008 André Greipel (HTC-Columbia), Robbie McEwen (Katjuscha), Baden Cooke und Stuart O’Grady (beide Saxo Bank), Greg Henderson (Sky), Gert Steegmans und Tomas Vaitkus (RadioShack), Robert Hunter (Garmin-Transitions), Graeme Brown (Rabobank), sowie José Joaquín Rojas (Caisse d’Epargne).

### Cancer Council Classic
Das Kriterium in Adelaide über 51 Kilometer gewann Greg Henderson vor seinem Teamkollegen Chris Sutton (beide Sky) und André Greipel (HTC-Columbia).

## Rennverlauf

### Etappenübersicht
| Etappe    | Datum      | Start–Ziel                           | km    | Etappensieger          | Führender     |
| --------- | ---------- | ------------------------------------ | ----- | ---------------------- | ------------- |
| 1. Etappe | 19. Januar | Clare–Tanunda                        | 141   | André Greipel          | André Greipel |
| 2. Etappe | 20. Januar | Gawler–Hahndorf                      | 133,5 | André Greipel          | André Greipel |
| 3. Etappe | 21. Januar | Unley–Stirling                       | 132,5 | Manuel Antonio Cardoso | André Greipel |
| 4. Etappe | 22. Januar | Norwood–Goolwa                       | 149,5 | André Greipel          | André Greipel |
| 5. Etappe | 23. Januar | Snapper Point–Willunga               | 148   | Luis León Sánchez      | André Greipel |
| 6. Etappe | 24. Januar | Adelaide City Council Street Circuit | 090   | Christopher Sutton     | André Greipel |

### 1. Etappe: Clare–Tanunda
|    | Fahrer           | Nation      | Team | Zeit         |
| -- | ---------------- | ----------- | ---- | ------------ |
| 1. | André Greipel    | Deutschland | THR  | 3:15:30 h    |
| 2. | Gert Steegmans   | Belgien     | RSH  | gleiche Zeit |
| 3. | Jürgen Roelandts | Belgien     | OTO  | gleiche Zeit |
| 4. | Danilo Wyss      | Schweiz     | BMC  | gleiche Zeit |
| 5. | Greg Henderson   | Neuseeland  | SKY  | gleiche Zeit |

|    | Fahrer           | Nation      | Team | Zeit         |
| -- | ---------------- | ----------- | ---- | ------------ |
| 1. | André Greipel    | Deutschland | THR  | 3:15:20 h    |
| 2. | Gert Steegmans   | Belgien     | RSH  | + 0:04 min   |
| 3. | Martin Kohler    | Schweiz     | BMC  | gleiche Zeit |
| 4. | Jürgen Roelandts | Belgien     | OTO  | + 0:06 min   |
| 5. | Blel Kadri       | Frankreich  | ALM  | gleiche Zeit |

Die Zwischensprints befanden sich bei den Kilometern 44,6 Riverton und 74,5 Kapunda. Die Verpflegungzone war im Süden von Greenock (91,2 km). Nach dem ersten Überqueren der Ziellinie mussten noch zwei Runden (zwischen Tanunda, Angaston und Nuriootpa) absolviert werden. Auf dieser Runde lag auch die Bergwertung am Menglers Hill (114 km) nähe Tanunda. Die letzten 25 km (16 mi) waren flach.

## Wertungen
Bei der Tour Down Under 2010 gab es sechs Wertungstrikots. Für die Gesamtwertung wurden die Fahrzeiten jeder Etappe summiert, die ersten Drei bei jeder Zielankunft und jedem Zwischensprint erhielten Bonussekunden und außerdem bei jeder Zielankunft 8, 6 und 4 Punkte für die Sprintwertung. Bei den Zwischensprints gab es 6, 4 und 2 Punkte. In der Bergwertung waren die Berge nicht nach Kategorien unterteilt, bei jeder Wertung erhielten die ersten fünf Fahrer Punkte (16, 12, 8, 6 und 4). Die Fahrer die am oder nach dem 1. Januar 1987 geboren waren, nahmen an der Nachwuchswertung teil.
Gemäß UCI-Regeln war die Anzahl der Wertungstrikots auf vier beschränkt, es wurden also nur die vier genannten Trikot auf den Etappen getragen. Das Trikot für den kämpferischsten Fahrer und das Trikot für die Teamwertung (die schnellsten vier Fahrer jedes Teams bei jeder Etappe) wurden also nur bei der Siegerehrung überreicht.

### Wertungen im Tourverlauf
Die Tabelle zeigt den Führenden in der jeweiligen Wertung nach der jeweiligen Etappe an.
|           | Gesamtwertung | Sprintwertung | Bergwertung      | Nachwuchswertung | Teamwertung      |
| --------- | ------------- | ------------- | ---------------- | ---------------- | ---------------- |
| 1. Etappe | André Greipel | Martin Kohler | Timothy Roe      | Martin Kohler    | ag2r La Mondiale |
| 2. Etappe | André Greipel | André Greipel | Timothy Roe      | Jürgen Roelandts | ag2r La Mondiale |
| 3. Etappe | André Greipel | André Greipel | Thomas Rohregger | Jürgen Roelandts | ag2r La Mondiale |
| 4. Etappe | André Greipel | André Greipel | Thomas Rohregger | Jürgen Roelandts | ag2r La Mondiale |
| 5. Etappe | André Greipel | André Greipel | Thomas Rohregger | Jürgen Roelandts | ag2r La Mondiale |
| 6. Etappe | André Greipel | André Greipel | Thomas Rohregger | Jürgen Roelandts | ag2r La Mondiale |